# Prunet (Ardèche)
Pour les articles homonymes, voir Prunet.
Prunet est une commune française située dans le département de l'Ardèche, en région Auvergne-Rhône-Alpes.
Ses habitants sont appelés les Prunétains et les Prunétaines.

## Géographie

### Situation et description
Prunet est un petit village à l'aspect essentiellement rural positionné dans la partie méridionale du département de l'Ardèche dans un environnement de moyenne montagne, non loin de la ville de Largentière, siège de la communauté de communes Val de Ligne, à laquelle Prunet est d'ailleurs rattachée.

### Communes limitrophes
Prunet est limitrophe de six communes, toutes situées dans le département de l'Ardèche et réparties de la façon suivante :

### Climat
Pour des articles plus généraux, voir Climat d'Auvergne-Rhône-Alpes et Climat de l'Ardèche.
En 2010, le climat de la commune est de type climat méditerranéen franc, selon une étude du CNRS s'appuyant sur une série de données couvrant la période 1971-2000. En 2020, Météo-France publie une typologie des climats de la France métropolitaine dans laquelle la commune est exposée à un climat de montagne ou de marges de montagne et est dans une zone de transition entre les régions climatiques « Provence, Languedoc-Roussillon » et « Sud-est du Massif Central ».
Pour la période 1971-2000, la température annuelle moyenne est de 10,5 °C, avec une amplitude thermique annuelle de 16,8 °C. Le cumul annuel moyen de précipitations est de 1 496 mm, avec 8,5 jours de précipitations en janvier et 4,9 jours en juillet. Pour la période 1991-2020, la température moyenne annuelle observée sur la station météorologique installée sur la commune est de 11,6 °C et le cumul annuel moyen de précipitations est de 1 590,2 mm,. Pour l'avenir, les paramètres climatiques de la commune estimés pour 2050 selon différents scénarios d'émission de gaz à effet de serre sont consultables sur un site dédié publié par Météo-France en novembre 2022.

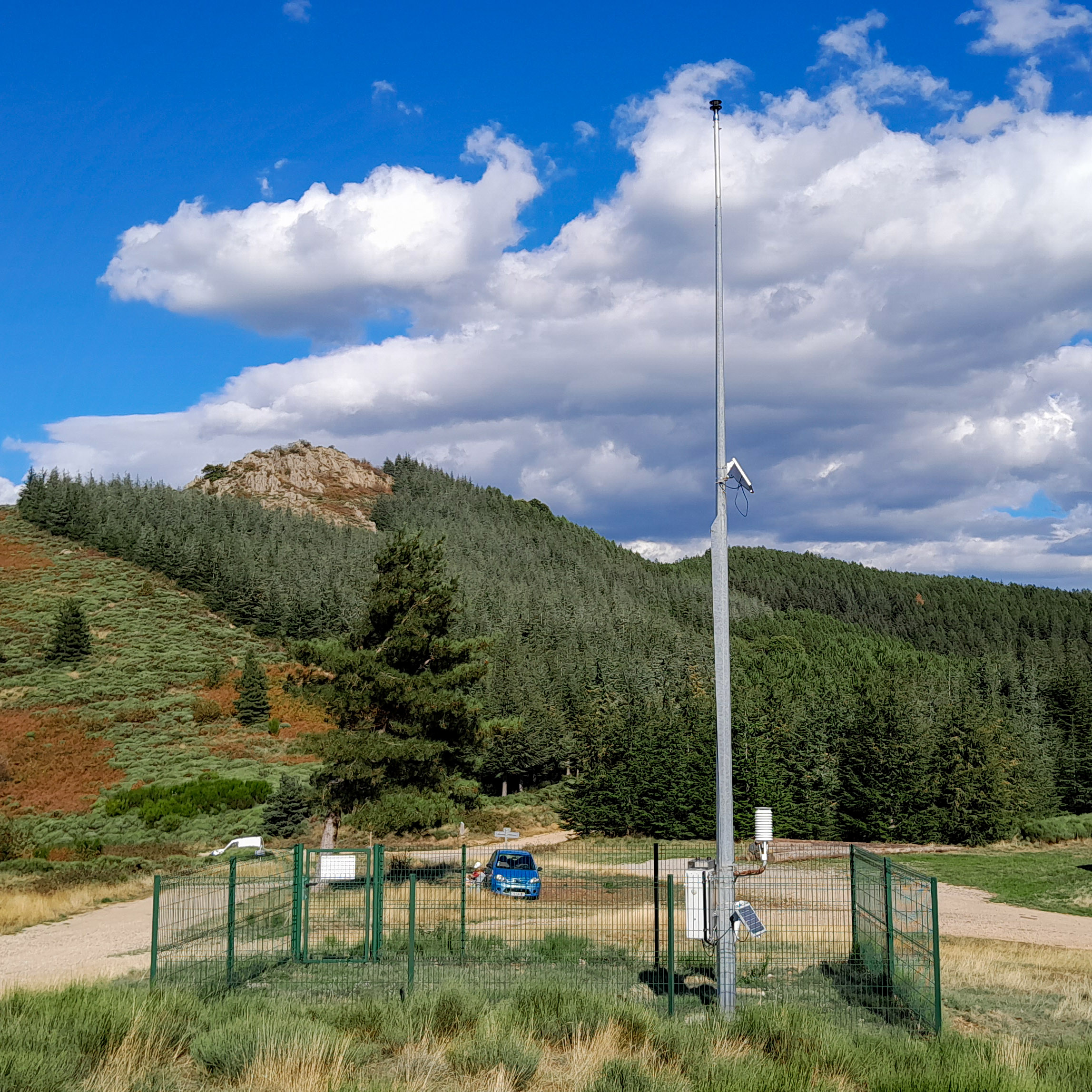
Station météo de la Croix de Millet.

| Mois                                  | jan.          | fév.          | mars          | avril         | mai           | juin          | jui.          | août         | sep.          | oct.          | nov.          | déc.          | année    |
| ------------------------------------- | ------------- | ------------- | ------------- | ------------- | ------------- | ------------- | ------------- | ------------ | ------------- | ------------- | ------------- | ------------- | -------- |
| Température minimale moyenne (°C)     | 1,2           | 0,9           | 3,9           | 6,7           | 9,4           | 13,5          | 15,9          | 15,8         | 12,9          | 9,2           | 5,3           | 2,4           | 8,1      |
| Température moyenne (°C)              | 3,7           | 3,9           | 7,4           | 10,5          | 13,3          | 17,7          | 20,5          | 20,4         | 16,7          | 12,1          | 7,7           | 4,9           | 11,6     |
| Température maximale moyenne (°C)     | 6,2           | 6,8           | 11            | 14,4          | 17,2          | 22            | 25,1          | 25           | 20,5          | 15            | 10,1          | 7,4           | 15,1     |
| Record de froid (°C) date du record   | −7,8 11.01.10 | −12 27.02.18  | −8 09.03.10   | −3,7 07.04.21 | 0,7 05.05.19  | 5,9 01.06.11  | 8,8 14.07.16  | 7,4 27.08.11 | 4 27.09.20    | −2,9 28.10.12 | −5,5 27.11.10 | −8,2 16.12.09 | −12 2018 |
| Record de chaleur (°C) date du record | 18,8 01.01.22 | 19,8 27.02.19 | 23,3 17.03.14 | 24,7 08.04.11 | 27,3 18.05.22 | 36,1 28.06.19 | 33,8 24.07.19 | 37 23.08.23  | 29,4 17.09.19 | 27 02.10.11   | 20,9 10.11.15 | 18 18.12.23   | 37 2023  |
| Précipitations (mm)                   | 114,1         | 105,4         | 129,6         | 119,9         | 110,7         | 76,3          | 84,6          | 63,2         | 121,6         | 248,3         | 276,1         | 140,4         | 1 590,2  |

### Hydrographie
Le territoire de la commune est traversé par la Ligne, un affluent de l'Ardèche et donc un sous-affluent du Rhône.

### Voies de communication
Le village est traversé par la départementale numéro 5 qui relie Rocher à Jaujac par le col de la Croix de Millet.

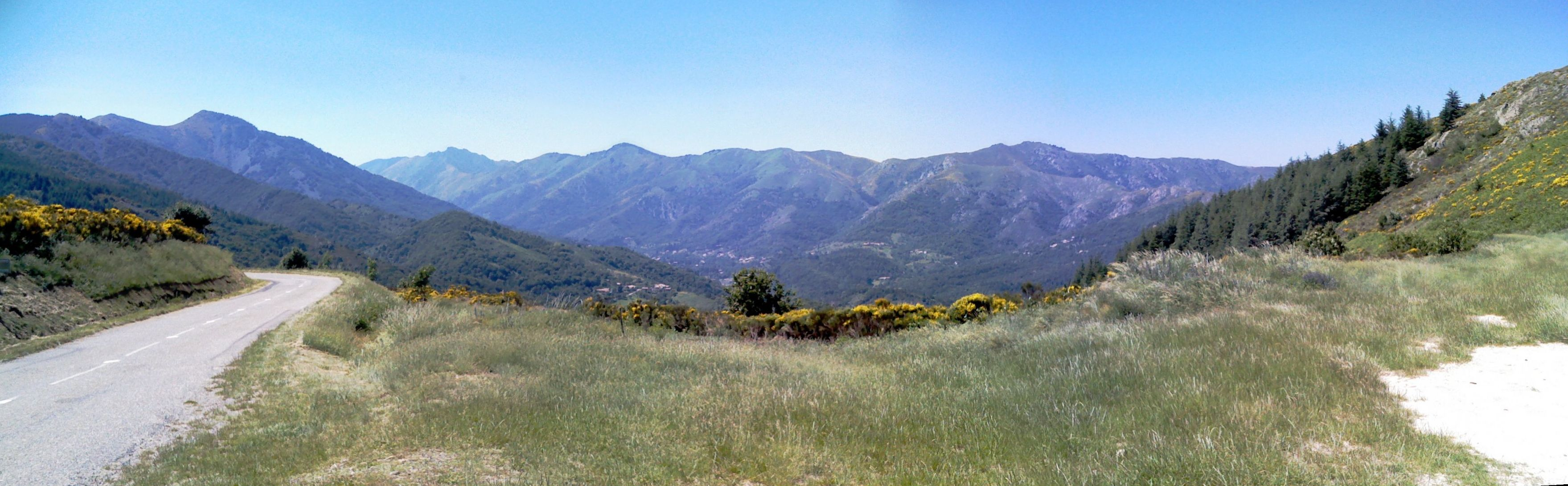
Vue au col de la Croix de Millet.
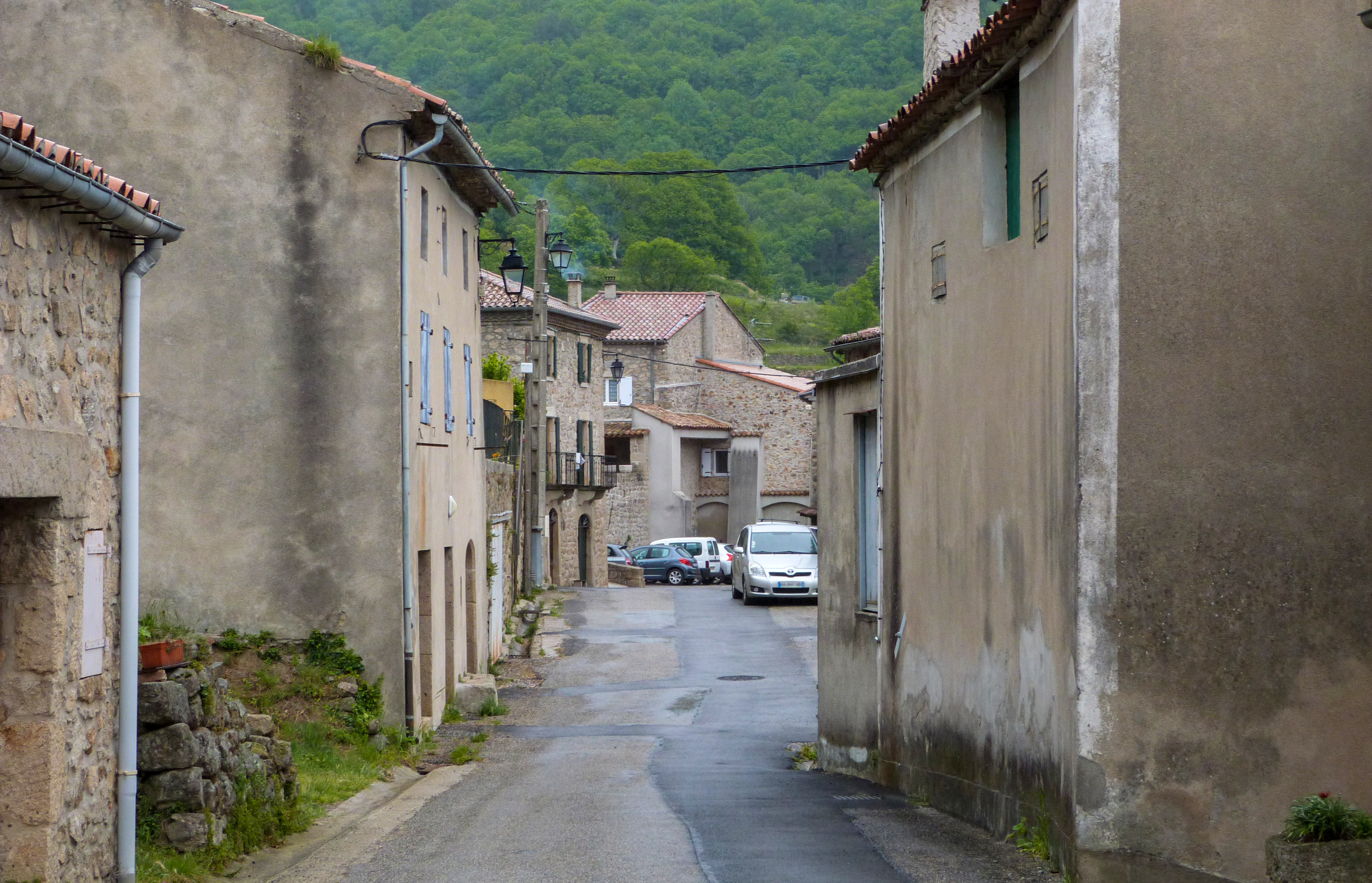
La départementale 5, rue principale du village.

## Urbanisme

### Typologie
Au 1er janvier 2024, Prunet est catégorisée commune rurale à habitat dispersé, selon la nouvelle grille communale de densité à 7 niveaux définie par l'Insee en 2022.
Elle est située hors unité urbaine et hors attraction des villes,.

### Occupation des sols
L'occupation des sols de la commune, telle qu'elle ressort de la base de données européenne d’occupation biophysique des sols Corine Land Cover (CLC), est marquée par l'importance des forêts et milieux semi-naturels (91,8 % en 2018), une proportion identique à celle de 1990 (91,8 %). La répartition détaillée en 2018 est la suivante : 
forêts (80,2 %), milieux à végétation arbustive et/ou herbacée (11,6 %), prairies (8,2 %).
L'évolution de l’occupation des sols de la commune et de ses infrastructures peut être observée sur les différentes représentations cartographiques du territoire : la carte de Cassini (XVIIIe siècle), la carte d'état-major (1820-1866) et les cartes ou photos aériennes de l'IGN pour la période actuelle (1950 à aujourd'hui).

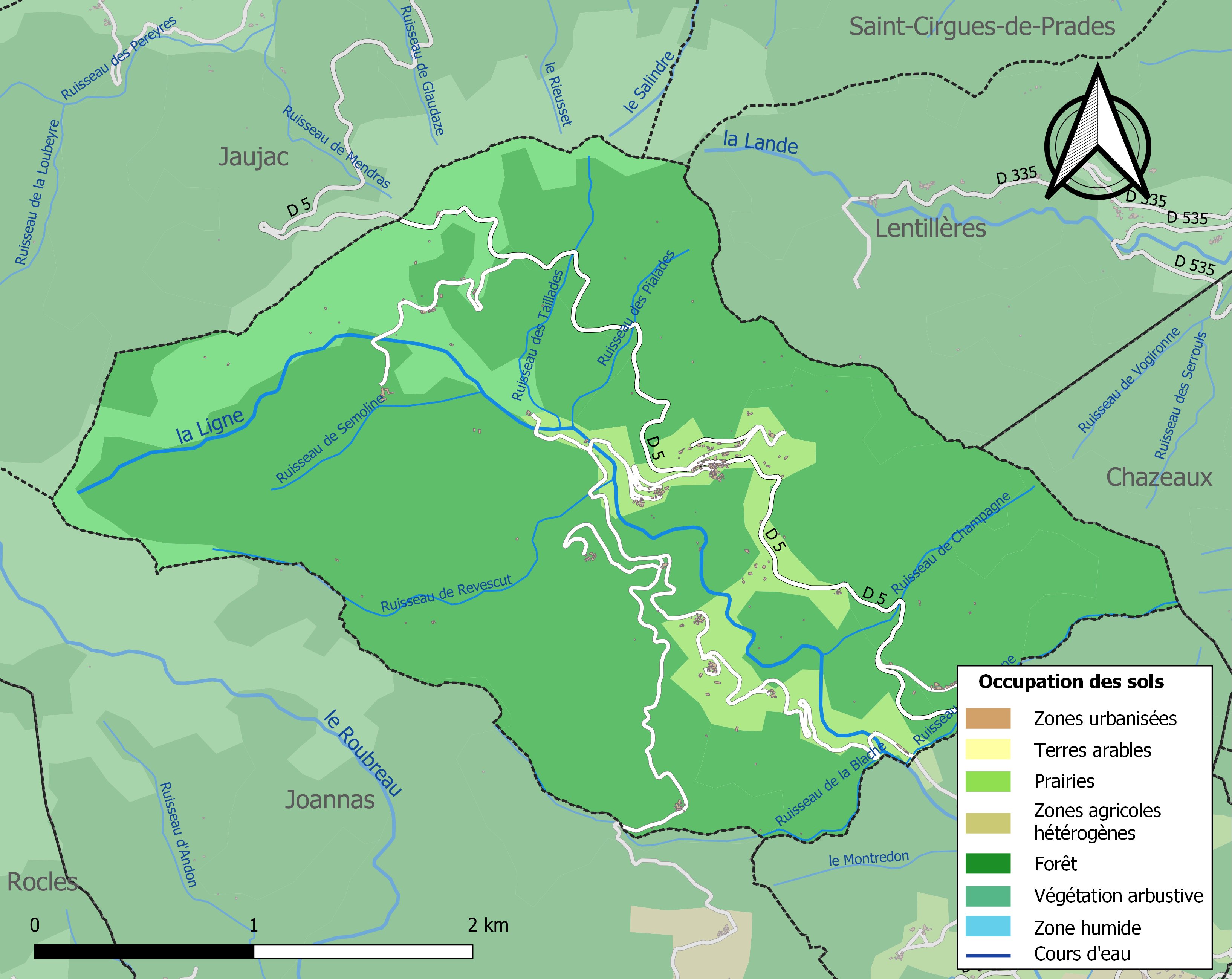
Carte des infrastructures et de l'occupation des sols de la commune en 2018 (CLC).

## Toponymie
Collectif prunetum du latin prunus, "prunier". Le lieu était planté de pruniers.
Le nom traditionnel des habitants est Los Prunetencs en occitan.

### Administration municipale

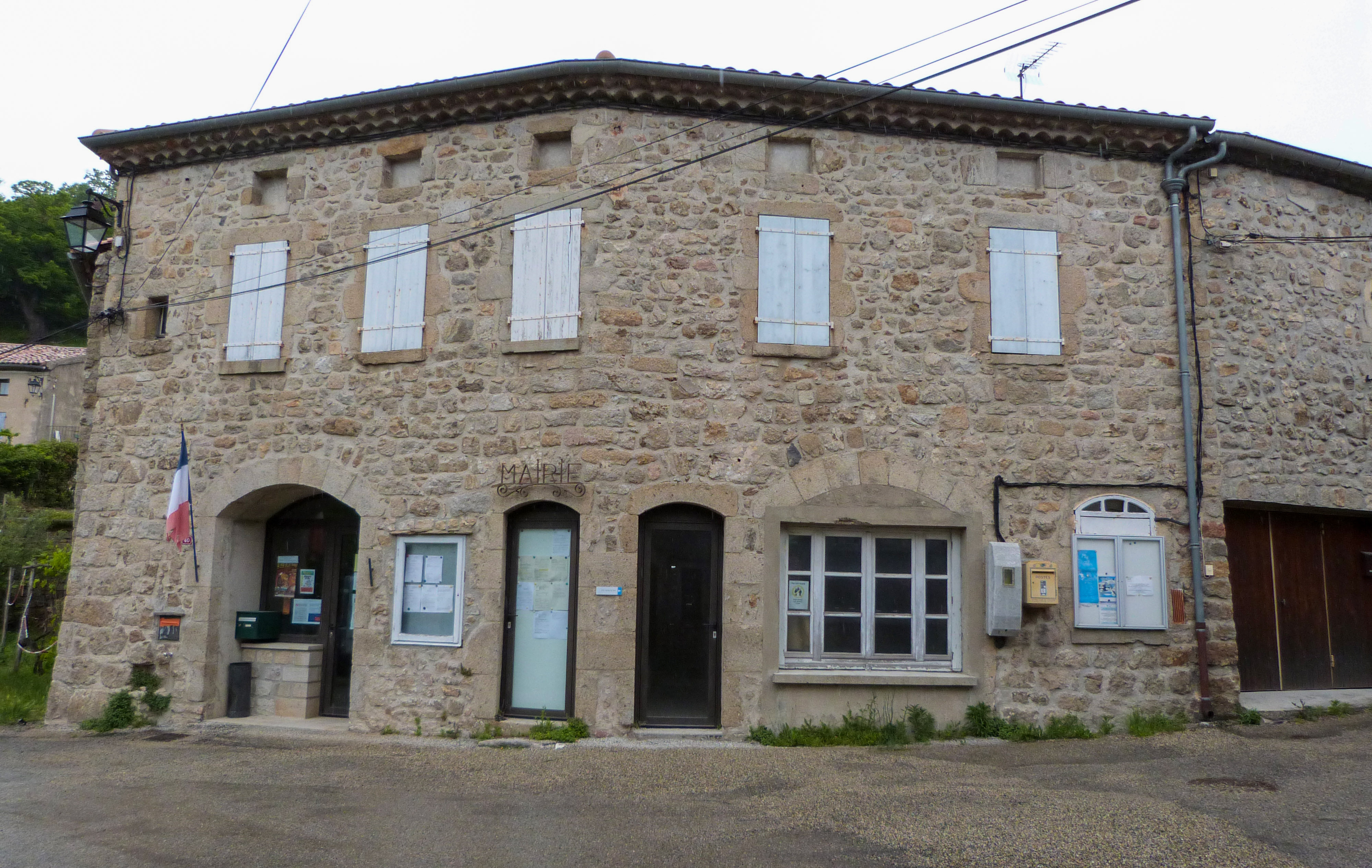
La mairie du village.

## Politique et administration

### Liste des maires
| Période                                  | Période   | Identité            | Étiquette | Qualité                                                                       |
| ---------------------------------------- | --------- | ------------------- | --------- | ----------------------------------------------------------------------------- |
| avant 1981                               | ?         | René Lapierre       |           |                                                                               |
| 1995                                     | 2001      | Maurice Allefresde  |           |                                                                               |
| mars 2001                                | mars 2008 | Fernand Bonnaud     |           |                                                                               |
| mars 2008                                | mai 2020  | Michel Ledauphin    |           | Retraité salarié du secteur privé                                             |
| mai 2020                                 | en cours  | Laurence Allefresde | PP        | Professeur des écoles ou instituteur ou assimilée, conseillère départementale |
| Les données manquantes sont à compléter. |           |                     |           |                                                                               |

## Population et société

### Démographie
L'évolution du nombre d'habitants est connue à travers les recensements de la population effectués dans la commune depuis 1793. Pour les communes de moins de 10 000 habitants, une enquête de recensement portant sur toute la population est réalisée tous les cinq ans, les populations de référence des années intermédiaires étant quant à elles estimées par interpolation ou extrapolation. Pour la commune, le premier recensement exhaustif entrant dans le cadre du nouveau dispositif a été réalisé en 2006.

En 2022, la commune comptait 134 habitants, en évolution de +1,52 % par rapport à 2016 (Ardèche : +2,48 %, France hors Mayotte : +2,11 %).
| 1793 | 1800 | 1806 | 1821 | 1831 | 1836 | 1841 | 1846 | 1851 |
| ---- | ---- | ---- | ---- | ---- | ---- | ---- | ---- | ---- |
| 495  | 331  | 310  | 510  | 590  | 591  | 615  | 626  | 651  |

| 1856 | 1861 | 1866 | 1872 | 1876 | 1881 | 1886 | 1891 | 1896 |
| ---- | ---- | ---- | ---- | ---- | ---- | ---- | ---- | ---- |
| 545  | 582  | 598  | 570  | 546  | 523  | 512  | 527  | 525  |

| 1901 | 1906 | 1911 | 1921 | 1926 | 1931 | 1936 | 1946 | 1954 |
| ---- | ---- | ---- | ---- | ---- | ---- | ---- | ---- | ---- |
| 473  | 421  | 400  | 329  | 288  | 263  | 248  | 235  | 190  |

| 1962 | 1968 | 1975 | 1982 | 1990 | 1999 | 2006 | 2011 | 2016 |
| ---- | ---- | ---- | ---- | ---- | ---- | ---- | ---- | ---- |
| 180  | 150  | 118  | 113  | 103  | 104  | 133  | 139  | 132  |

| 2021 | 2022 | - | - | - | - | - | - | - |
| ---- | ---- | - | - | - | - | - | - | - |
| 135  | 134  | - | - | - | - | - | - | - |

### Enseignement
La commune est rattachée à l'académie de Grenoble.

### Médias
La commune est située dans la zone de distribution de deux organes de la presse écrite :
- L'Hebdo de l'Ardèche

Il s'agit d'un journal hebdomadaire français basé à Valence et couvrant l'actualité de tout le département de l'Ardèche.
- Le Dauphiné libéré

Il s'agit d'un journal quotidien de la presse écrite française régionale distribué dans la plupart des départements de l'ancienne région Rhône-Alpes, notamment l'Ardèche. La commune est située dans la zone d'édition d'Aubenas, Privas et la Vallée du Rhône.

## Culture et patrimoine

### Lieux et monuments
- Le Château de Sémoline.
- Église Saint-Grégoire de Prunet.

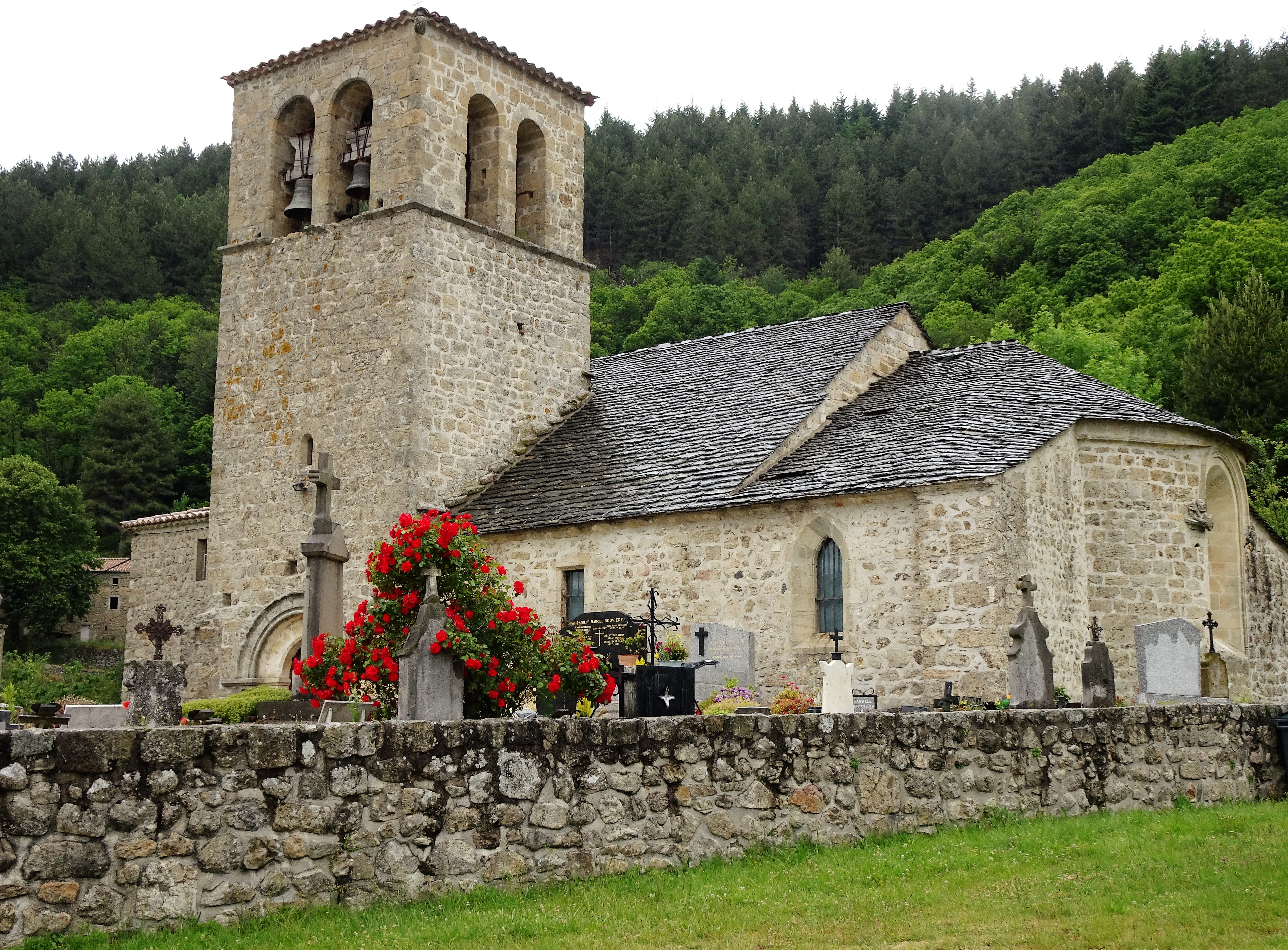
L'église Saint-Grégoire.
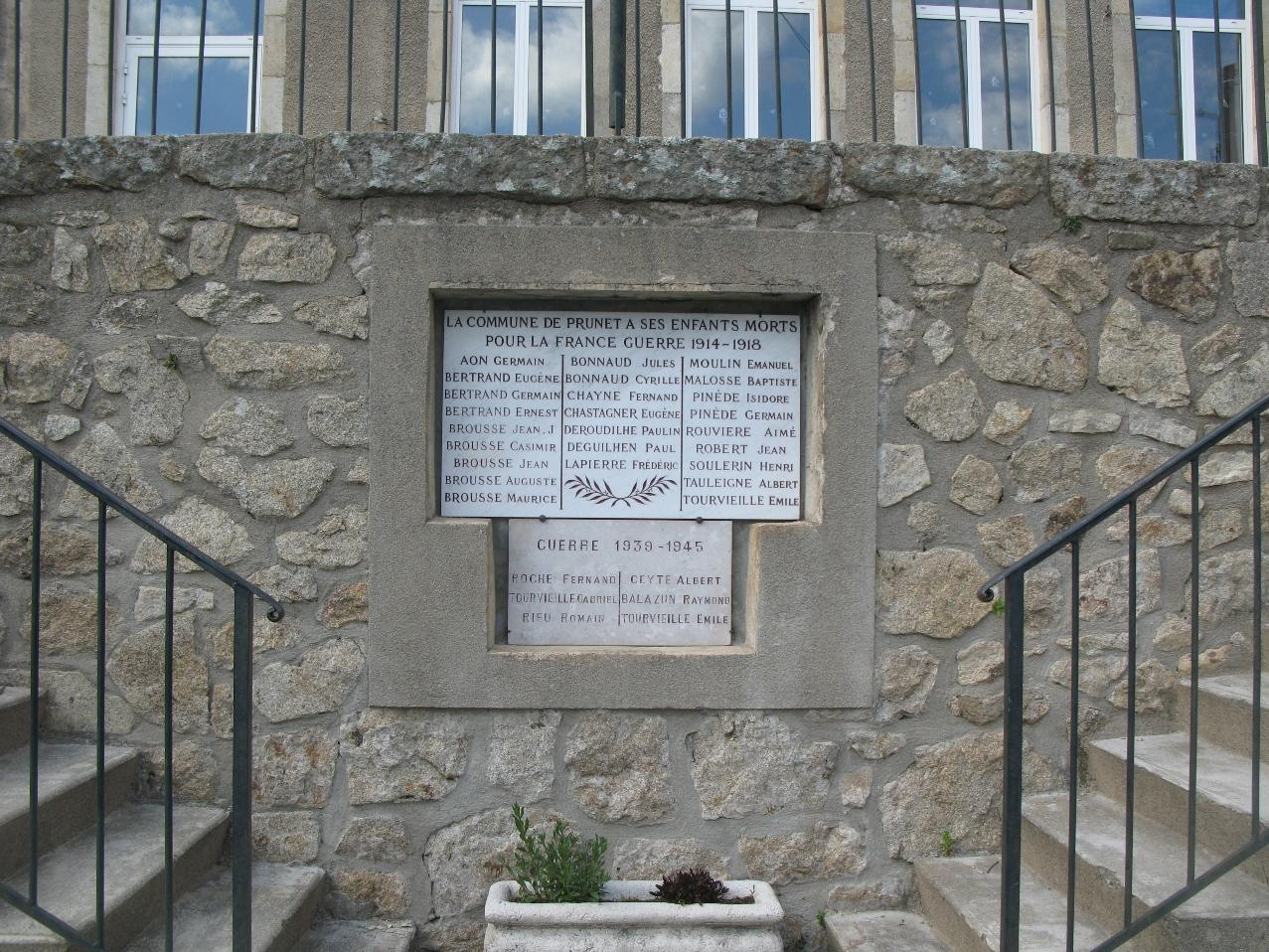
Le monument aux morts.

### Personnalités liées à la commune
- Maurice Allefresde[13].

### Héraldique
|  | Prunet (Ardèche) possède des armoiries dont l'origine et le blasonnement exact ne sont pas disponibles. |